# حادة وكريمو (فلم مغربي)
حادة وكريمو هو فيلم سينيمائي مغربي من  إخراج هشام الجباري، وإنتاج فاطنة بن كيران، تحت إشراف شركة “سبيكطوب”وبطولة دنيا بوطازوت وربيع القاطي.

## قصة الفيلم
تدور الأحداث حول كريمو (ربيع القاطي)، والذي يكافح من أجل حماية شقيقته حادة (دنيا بوتازوت) الفتاة المصابة بإعاقة بكماء، تعبر عن إحدى هذه الفئات المهمشة التي لا تجد الرعاية أو الدعم الكافي من المجتمع.
الفيلم يغوص في عمق المعاناة اليومية للطبقات المهمشة، مقدماً مشاهد حية من أحياء الصفيح التي تجسد الفقر بصوره النفسية والاجتماعية. ويركز العمل على العلاقة بين الأخ والأخت.

## طاقم العمل
الممثلون:
- دنيا بوتازوت
- ربيع القاطي
- طارق البخاري
- سعاد العلوي
- فتاح الغرباوي
- أسماء القرطوبي
- اسماعيل بابويه
- طارق بادر

إخراج وتأليف
هشام الجباري
إنتاج 
فاطنة بن كيران، تحت إشراف شركة “سبيكطوب”